# ハッピー15エントリー
- 東京ディズニーリゾート
  - 東京ディズニーシー > ハッピー15エントリー
  - 東京ディズニーランド > ハッピー15エントリー

ハッピー15エントリー（ハッピー15エントリー、Happy 15 Entry）とは、ディズニーホテルの宿泊者が東京ディズニーランド (TDL) または東京ディズニーシー (TDS) へ開園時間前に入園できる宿泊者限定の特典である。TDLやTDSの通常開園時間前からパークの一部に入ることができ、準備中の静かなパークを散策することや、一部のアトラクションを利用することができる。

## 概要
2014年4月14日より、ハッピー15エントリーと銘打たれたサービスが開始された。
対象は、ディズニーアンバサダーホテル、東京ディズニーシー・ホテルミラコスタ、東京ディズニーランドホテル、東京ディズニーセレブレーションホテルの宿泊者であり、TDL、TDSのどちらを利用するかを選択が可能である。基本的には、チェックイン当日を除く滞在期間中が対象となる。また、パークチケットは別途必要である。
TDLの場合は、どのホテルの宿泊者であっても「ディズニーホテル宿泊者専用エントランス」を利用する。
TDSの場合は、東京ディズニーシー・ホテルミラコスタ宿泊者はノースゲートのディズニーホテル宿泊者専用エントランスを利用する。ディズニーアンバサダーホテル宿泊者、東京ディズニーランドホテル宿泊者、東京ディズニーセレブレーションホテル宿泊者はサウスゲートのディズニーホテル宿泊者専用エントランスを利用する。また、東京ディズニーシー・ホテルミラコスタ宿泊者、ディズニーアンバサダーホテル宿泊者がTDSに入園する場合に限ってチェックイン当日の利用も可能である。
新型コロナウイルス感染症の影響のため東京ディズニーランドおよび東京ディズニーシーが臨時休園となったため、2020年2月29日より特典の提供を中止。ディズニーホテルが同年6月30日より再開となるが、特典の提供見合わせ。
2021年4月1日より2022年2月28日まではTDSに、3月1日から9月30日まではTDLに通常開園より早く入園できるアーリーエントリーチケットを販売、10月1日からはハッピーエントリーとして、ディズニーアンバサダーホテル、東京ディズニーシー・ホテルミラコスタの宿泊者はTDLまたはTDSへ、東京ディズニーランドホテル、東京ディズニーリゾート・トイ・ストーリーホテル、東京ディズニーセレブレーションホテルの宿泊者はTDLへ通常のゲストの入園時間より15分早く入場できる特典を導入する。

## 遍歴

### 東京ディズニーシー・アーリーエントリー
2001年の東京ディズニーシーの開業時から東京ディズニーシー・ホテルミラコスタ宿泊者はホテルミラコスタ専用ゲートから5分程度早い時間からの入園が可能であったが、特にサービスとして名称は付けられていなかった。
2005年より、「東京ディズニーシー・アーリーエントリー」と銘打たれて期間を限定し、ホテル宿泊者を対象に通常開園時刻より最大1時間早く入園できるサービスが実施された。
2005年
- 2005年4月11日 - 7月14日

2006年
通常の開園時間より30分間早く入園が可能になった。また、一部アトラクションのファストパスを取得することもできた。
- 2006年4月10日 - 7月13日（土曜・日曜および5月1日 - 5日は除く）

対象者
ディズニーホテル（ディズニーアンバサダーホテル・東京ディズニーシー・ホテルミラコスタ）の宿泊者。ただし、チェックイン日には利用できなかった。
入園可能なエリア
このプログラムでは以下のエリアに指定時間から入園することができた。
開園30分前から
- メディテレーニアンハーバーの一部

開園15分前から
- ミステリアスアイランド
- アラビアンコースト
- ロストリバーデルタ
- マーメイドラグーン

の一部
ファストパスの発券
- センター・オブ・ジ・アース
- 海底2万マイル
- マジックランプシアター
- インディ・ジョーンズ・アドベンチャー:クリスタルスカルの魔宮
- レイジングスピリッツ

その他
- ディズニーアンバサダーホテルの宿泊者に対しては、パーク・ホテル間で無料のシャトルバスが運行された。
- 東京ディズニーシーに入園する際は、東京ディズニーシー・ホテルミラコスタ内のホテル&パーク・ゲートウェイからの入園となった。
- 各施設がオープンするのは、東京ディズニーシーの開園時間からであった。
- このプログラムを利用するには、東京ディズニーシーに入園できるパスポートが必要であった。

2007年
通常の開園時間より1時間早く入園が可能になった。また、一部アトラクションに搭乗することもできるようになった。また、ファストパスや、プライオリティ・シーティングの受付は通常営業が開始してからとなる。
- 2007年1月9日 - 2月2日（土曜・日曜・祝日は除く）、4月9日 - 7月13日（5月1日・2日および土曜・日曜・祝日は除く）

対象者ディズニーホテル・東京ディズニーリゾート・オフィシャルホテルの宿泊者。ただし、チェックイン日には利用できなかった。
利用可能アトラクション
- タワー・オブ・テラー
- センター・オブ・ジ・アース
- インディ・ジョーンズ・アドベンチャー:クリスタルスカルの魔宮
- レイジングスピリッツ
- ジャンピン・ジェリーフィッシュ
- ブローフィッシュ・バルーンレース
- アリエルのプレイグラウンド

2008年
前年の内容に加えて、一部のショップ・レストランも利用できるようになった。ファストパスや、プライオリティ・シーティングの受付は通常営業が開始してからとなる。
- 2008年1月7日 - 2月7日（土曜・日曜・祝日は除く）、4月7日 - 7月4日（4月28日・30日、5月1日・2日および土曜・日曜・祝日は除く）

対象者ディズニーホテル・東京ディズニーリゾート・オフィシャルホテルの宿泊者。ただし、チェックイン日には利用できない。
利用可能アトラクション
- タワー・オブ・テラー
- センター・オブ・ジ・アース
- インディ・ジョーンズ・アドベンチャー:クリスタルスカルの魔宮
- レイジングスピリッツ
- ジャンピン・ジェリーフィッシュ
- ブローフィッシュ・バルーンレース
- アリエルのプレイグラウンド
- シンドバッド・ストーリーブック・ヴォヤッジ
- 海底2万マイル
- ディズニーシー・トランジットスチーマーライン
- ストームライダー
- ワールプール

利用可能ショップ
- ピッコロメルカート
- タワー・オブ・テラー・メモラビリア
- エクスペディション・フォトアーカイヴ
- スリーピーホエール・ショップ （9:30から利用可能）

利用可能レストラン
- マンマ・ビスコッティーズ・ベーカリー

2009年
内容は2008年と同様。
- 2009年5月11日 - 6月29日（土曜・日曜・祝日は除く）

対象者ディズニーホテル・東京ディズニーリゾート・オフィシャルホテルの宿泊者。ただし、チェックイン日には利用できない。
利用可能アトラクション
- タワー・オブ・テラー
- センター・オブ・ジ・アース（5月11日〜5月31日、6月24日〜6月29日のみ）
- 海底2万マイル（6月1日〜6月23日のみ）
- インディ・ジョーンズ・アドベンチャー:クリスタルスカルの魔宮
- レイジングスピリッツ
- ジャンピン・ジェリーフィッシュ
- ブローフィッシュ・バルーンレース
- アリエルのプレイグラウンド
- ディズニーシー・トランジットスチーマーライン（メディテレーニアンハーバーとロストリバーデルタの片道運行）

利用可能ショップ
- ピッコロメルカート
- タワー・オブ・テラー・メモラビリア
- エクスペディション・フォトアーカイヴ
- スリーピーホエール・ショップ （オープン時間の30分後より）
- マーメイドトレジャー（オープン時間の30分後より）
- キス・デ・ガール・ファッション（オープン時間の30分後より）

利用可能レストラン
- マンマ・ビスコッティーズ・ベーカリー

2010年
内容は2008年と同様。
- 2010年1月12日 - 2月2日（土曜・日曜・祝日は除く）

対象者ディズニーホテル・東京ディズニーリゾート・オフィシャルホテルの宿泊者。ただし、チェックイン日には利用できない。また、ヒルトン東京ベイ、シェラトン・グランデ・トーキョーベイ・ホテルは対象外。
利用可能アトラクション
- タワー・オブ・テラー
- センター・オブ・ジ・アース
- タートル・トーク
- ジャンピン・ジェリーフィッシュ
- ブローフィッシュ・バルーンレース
- アリエルのプレイグラウンド

2011年
内容は2008年と同様。
- 2011年1月11日 - 1月28日（土曜・日曜・祝日は除く）
- 2011年6月1日 - 7月1日 開催が予定されていたが、東日本大震災の影響により中止となった。

対象者ディズニーホテル・東京ディズニーリゾート・オフィシャルホテルの宿泊者。ただし、チェックイン日には利用できない。また、ヒルトン東京ベイは対象外。
利用可能アトラクション
- タワー・オブ・テラー
- センター・オブ・ジ・アース
- タートル・トーク
- ジャンピン・ジェリーフィッシュ
- ブローフィッシュ・バルーンレース
- アリエルのプレイグラウンド
- ジャンピン・ジェリーフィッシュ
- ブローフィッシュ・バルーンレース
- アリエルのプレイグラウンド
- ワールプール
- スカットルのスクーター
- フランダーのフライングフィッシュコースター（1月1日〜1月23日のみ）
- ダッフィーのグリーティング（キャラクターグリーティング）

利用可能ショップ
- ピッコロメルカート
- タワー・オブ・テラー・メモラビリア
- スリーピーホエール・ショップ （オープン時間の30分後より）

利用可能レストラン
- マンマ・ビスコッティーズ・ベーカリー

利用可能サービス
- ベビーカー＆車イス・レンタル
- 中央救護室
- ゲストリレーション
- 東京ディズニーシー・インフォメーション
- ベビーセンター
- 迷子センター

2012年
7月6日よりノースエントランスに宿泊者専用ゲートが設置され、開園時間（日によって異なる）の15分前から入園できる。この為、これまでのホテル宿泊者専用ゲートは、開園と同時にオープンするようになった。アトラクションの他に、一部のショップ・レストラン・サービスが利用できる。ファストパスや、プライオリティ・シーティングの受付は通常営業が開始してからとなる。
対象者東京ディズニーシー・ホテルミラコスタ宿泊者

### 東京ディズニーランド・アーリーエントリー
2009年以降でTDLでも「東京ディズニーランド・アーリーエントリー」として通常開園よりも早く入園できる制度が実施された。
2009年
- 2009年2月2日 - 2月18日（土曜・日曜・祝日は除く）、同年6月30日 - 7月17日（土曜・日曜は除く）

対象者
ディズニーホテル・東京ディズニーリゾート・オフィシャルホテルの宿泊者。ただし、チェックイン当日には利用できない。
利用可能アトラクション
- ピーターパン空の旅
- 空飛ぶダンボ
- キャッスルカルーセル
- イッツ・ア・スモールワールド
- プーさんのハニーハント
- スペース・マウンテン（2月2日～2月18日のみ）
- バズ・ライトイヤーのアストロブラスター
- モンスターズ・インク“ライド&ゴーシーク!”
- 魅惑のチキルーム：スティッチ・プレゼンツ “アロハ・エ・コモ・マイ！”
- ビッグサンダー・マウンテン
- アリスのティーパーティー

利用可能ショップ
- グランドエンポーリアム
- プーさんコーナー
- プラザイベントブース（ディズニー・ドリームキー）（2月2日～2月18日のみ）
- プラザイベントブース（ネームタグ・ストラップ）（2月2日～2月18日のみ）
- モンスターズ・インク・カンパニーストア（6月30日～7月17日のみ）

利用可能レストラン
- スウィートハート・カフェ